# Grammy Latino de 2012
A 13º edição anual do Grammy Latino (13th Annual Latin Grammy Awards) foi realizada em 15 de novembro de 2012 no Mandalay Bay Events Center, Las Vegas, Estados Unidos. A quinta edição do Grammy Latino a ser realizada em Las Vegas, também foi anunciada como a última devido a uma provável não renovação de contrato com a Mandalay Bay, o que que não sucedeu.
A cerimônia premiou os trabalhos musicais lançados oficialmente entre 1 de julho de 2011 e 30 de junho de 2012, de acordo com o regulamento do Grammy. As indicações foram anunciadas em 25 de setembro do mesmo ano, tendo Juan Luis Guerra e Jesse & Joy com maior número de indicações (seis e cinco, respectivamente). O cantor brasileiro Caetano Veloso foi homenageado como "Personalidade do Ano".
A cerimônia foi televisionada pela Univision a partir das 20:00 horas do horário local.

## Performances
Alguns dos artistas que se apresentaram no evento:
- Pitbull - "Don't Stop the Party"
- Pedro Fernández - "No Que No"
- Pablo Alborán - "Perdóname"
- Juanes & Carlos Santana - "Fíjate Bien"
- Joan Sebastian - "Diséñame"
- 3Ball MTY & SkyBlu - "Inténtalo (Me Prende)"
- Alejandro Sanz — "No Me Compares"
- Michel Teló & Blue Man Group - "Ai Se Eu Te Pego"
- Jesse & Joy - "¡Corre!"
- Juan Luis Guerra - "En El Cielo No Hay Hospital"
- Shaila Dúrcal & Mariachi Reyna de Los Angeles - "El Día Que Me Fui"
- David Bisbal - "Lloraré Las Penas"
- Lila Downs, Celso Piña & Totó la Momposina - "Zapata Se Queda"
- Prince Royce & Joan Sebastian - "Incondicional"
- Víctor Manuelle - "Si Tú Me Besas"